# Pennyroyal Tea
«Pennyroyal Tea» (с англ. — «Мятный чай») — песня американской гранж-группы Nirvana из их третьего и последнего альбома In Utero, выпущенного в 1993 году на лейбле DGC Records. Написанная Куртом Кобейном и спродюсированная Стивом Альбини, песня должна была быть выпущена в качестве третьего сингла с In Utero в апреле 1994 года, однако, после смерти Кобейна в том же месяце, запланированный выпуск не состоялся.

## Написание и запись
Согласно биографии Nirvana Come as You Are: The Story of Nirvana Майкла Азеррада, «Pennyroyal Tea» была написана Кобейном в 1990 году в его квартире в Олимпии, штат Вашингтон, которую он делил с ударником Nirvana Дэйвом Гролом.

«Мы с Дэйвом от нечего делать писали всё подряд на обычный четырехдорожечник, и я придумал эту песню за полминуты. Потом я сел и за полчаса написал к ней слова, и мы записали её» — Курт Кобейн.
Оригинальный текст (англ.)Dave and I were screwing around on a 4-track, and I wrote that song in about thirty seconds. And I sat down for like half-an-hour and wrote the lyrics and then we recorded it.

Хотя группа не раз играла песню на концертах в 1991 и 1992 годах, запись состоялась лишь в феврале 1993 года в студии Pachyderm в Каннон-Фолс, штат Миннесота, с продюсером Стивом Альбини. Ремикс Скотта Литта появился на цензурированной версии альбома для продажи в торговых сетях Wal-Mart и Kmart; этот ремикс так же был помещён на сборник хитов группы Nirvana, выпущенном в 2002 году, и был выпущен в качестве сингла.

## Смысл
Упомянутая в названии мята болотная (в переводе заглавие песни звучит как «Мятный чай», вернее — «Чай из болотной мяты») — лекарственное средство, обладающее, в частности, абортивными свойствами. В Дневниках Кобейна, посмертно опубликованных в 2002 году, он описывает «Pennyroyal Tea» просто: «An herbal abortive. It doesn't work, you hippy.»
По словам Кобейна, в данной композиции болотная мята выступает как символ очищения: «Я пытаюсь изгнать из себя всех своих злых духов с помощью мятного чая». Некоторые строки песни, возможно, намекают на состояние здоровья Кобейна (страдавшего болями в желудке неизвестного происхождения и, кроме того, героинового наркомана): «Сижу и пью мятный чай, очищая жизнь, что внутри меня... Я так устал, что не могу уснуть... Я — бескровный принц... подсел на молочко, слабительное, и антацид вишнёвого вкуса».

## Список композиций
Слова и музыка всех песен — написаны Куртом Кобейном кроме отмеченных.
| №  | Название                                                                       | Длительность |
| -- | ------------------------------------------------------------------------------ | ------------ |
| 1. | «Pennyroyal Tea» (ремикс)                                                      | 3:36         |
| 2. | «I Hate Myself and Want to Die»                                                | 2:44         |
| 3. | «Where Did You Sleep Last Night (In the Pines)» (концертная версия) (народная) | 4:53         |

| №  | Название                  | Длительность |
| -- | ------------------------- | ------------ |
| 1. | «Pennyroyal Tea» (ремикс) | 3:36         |